# Jurinea humilis
Jurinée humble, Jurinée naine, Serratule naine
Espèce
La Jurinée humble, Jurinée naine ou Serratule naine (Jurinea humilis), est une espèce de plantes à fleurs de la famille des Asteracées.
Ce sont des plantes vivaces.

## Statut de protection
En France, c'est une espèce protégée sur l'ensemble du territoire métropolitain.